# Festival di Berlino 1972

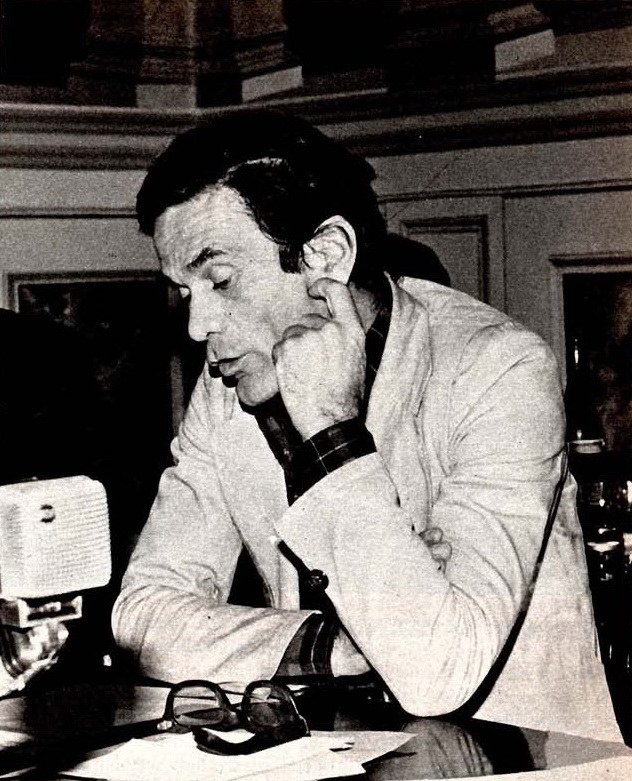
Pier Paolo Pasolini, vincitore dell'Orso d'oro con I racconti di Canterbury.

La 22ª edizione del Festival internazionale del cinema di Berlino si è svolta a Berlino dal 23 giugno al 4 luglio 1972, con lo Zoo Palast come sede principale. Direttore del festival è stato per il ventiduesimo anno Alfred Bauer.
L'Orso d'oro è stato assegnato al film italiano I racconti di Canterbury di Pier Paolo Pasolini.
Il film di apertura del festival è stato Detenuto in attesa di giudizio di Nanni Loy.
Le retrospettive di questa edizione sono state dedicate all'attore e produttore Douglas Fairbanks, al regista e sceneggiatore Ludwig Berger e al cinema d'animazione statunitense del periodo 1940-1955.

## Storia
(Lettera di Alfred Bauer al giornalista Kurt Joachim Fischer, 18 luglio 1972)
Il Forum internazionale del giovane cinema, inaugurato l'anno precedente come parte integrante del festival, continuò ad essere oggetto di dibattito durante la Berlinale del 1972. Il direttore Alfred Bauer si espresse a favore del suo mantenimento anche se mostrò un certo scetticismo sulla divisione del festival, convinto che l'attrattiva esercitata da una competizione internazionale fosse di vitale importanza. In effetti, alla fine il numero di visitatori gli dette ragione e se da un lato il Forum focalizzò l'attenzione dei media, dall'altro richiamò poco più di 8000 visitatori mentre il concorso contò circa 33000 presenze.

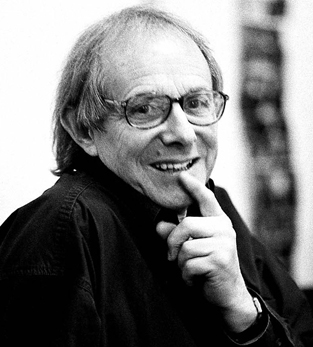
Il regista inglese Ken Loach, vincitore del premio FIPRESCI per Family Life.

Il Forum propose film e documentari come Reed, México insurgente di Paul Leduc, Emitaï, Dio del tuono di Ousmane Sembène e São Bernardo di Leon Hirszman, produzioni politicamente e socialmente impegnate sui conflitti di classe, le tensioni razziali e l'emancipazione femminile. Allo stesso tempo il programma fu ampliato per mettere questi film a confronto con produzioni del passato con temi analoghi. Così, Family Life di Ken Loach fu giustapposto a Tret'ja Meščanskaja di Abram Room (1927), Les Camisards di René Allio a La terra trema di Luchino Visconti (1948) e Liebe Mutter, mir geht es gut, opera prima di Christian Ziewer, a Hunger in Waldenburg di Phil Jutzi (1929). Uno dei film più discussi fu Coup pour coup di Marin Karmitz, docu-drama sullo sciopero selvaggio delle lavoratrici di una fabbrica tessile francese che fu messo a confronto con Sfida a Silver City di Herbert J. Biberman del 1954. «Si potrebbe pensare che Karmitz abbia copiato Biberman e Wilson», scrisse il critico Enno Patalas il 5 luglio sulla Süddeutsche Zeitung, «ma se così fosse ha mancato il punto più essenziale: nel film americano il processo di sviluppo di una coscienza di classe nei lavoratori oppressi è mostrato come un processo soggettivo, spesso doloroso e contraddittorio. Karmitz mostra solo l'eruzione di questi esseri disgraziati».
Col senno di poi si può riconoscere come i conflitti all'interno del festival riflettessero una generale atmosfera di tensione e instabilità. Le attività della RAF stavano provocando una radicalizzazione su molti fronti, i media si erano inaspriti, i toni nei dibattiti erano diventati più duri ed era aumentata la tendenza a polemizzare. In un articolo su Die Zeit, il giornalista e futuro direttore del festival Wolf Donner descrisse il conflitto tra concorso e Forum come una scelta di coscienza tra "lusso" e "politica": «La differenza in effetti è abbastanza evidente: al concorso trovate il velluto rosso, annunci in tre lingue, star con mazzi di fiori, eleganza e sforzi di formalismo. Al Forum ci sono barbe e capelli lunghi, abbigliamento hippie, atmosfera informale, dibattiti».
La caratterizzazione descritta da Donner dimostrava che l'attualità stavano segnando l'atmosfera quotidiana del festival e la linea di demarcazione tra "establishment" e "anti-establishment" poteva essere vista chiaramente. A differenza di quelli del concorso, i film del Forum mostravano temi contemporanei, documentavano le lotte politiche del tempo, raccontavano storie personali di vite fallite e parlavano senza compromessi. Friedrich Luft, un osservatore critico del festival noto per le sue esigenze radicali, sostenne l'idea di abolire il concorso del tutto a favore del Forum e anche la più moderata Karena Niehoff dichiarò quest'ultimo il "vero vincitore" della rassegna sulla Süddeutsche Zeitung: «Una cosa è certa: se devono essere assegnati dei premi, allora il Forum nel suo insieme merita un premio in modo ancora più evidente rispetto allo scorso anno».
Con un programma considerato piuttosto "debole" in confronto a quello offerto dal Forum, anche l'Orso d'oro assegnato a I racconti di Canterbury fu ritenuto dalla critica un "tappabuchi", un premio di ripiego assegnato al regista più famoso a livello internazionale che già in altre occasioni aveva dimostrato il suo genio. «Eppure, quello che più sconcerta è l'oggetto a cui ha dedicato tanto sforzo», scrisse il giornalista Peter W. Jansen, «si potrebbe anche credere che Pasolini voglia mettere a confronto la borghesia colta ma in nessun modo emancipata, che gode della pornografia solo di nascosto, con i fondamenti della sua cultura. Ma razionalizzando (apparentemente) la moda pornografica, ne diventa uno dei sostenitori commerciali».
La consegna dei premi si svolse davanti ad un pubblico che manifestò il suo disappunto per la mediocrità che aveva caratterizzato il festival sin dall'inizio e per le scelte della giuria. Furono fischiati l'Orso d'oro a Pasolini e gli Orsi d'argento a Liz Taylor e Alberto Sordi, oltre alla scelta di premiare Una faccia di c... di Peter Ustinov per il miglior contributo artistico, mentre tra i pochi film applauditi ci furono La tardona di Jean-Pierre Blanc e Flyaway di Robin Lehman, premiato come miglior cortometraggio.
Durante il festival fu affrontata anche la questione relativa al mantenimento della collocazione estiva del festival. Una delegazione dei distributori tedeschi chiese a Alfred Bauer che per il 1973 la manifestazione fosse spostata al mese di ottobre, in modo da promuovere film da mostrare poi alla Fiera del cinema e rendere quest'ultima più attraente. Bauer si mostrò disposto a discutere una riprogrammazione anche se ritenne più vantaggioso l'anticipo a inizio primavera, in modo da poter selezionare i film migliori prima del Festival di Cannes. Tuttavia, il consiglio d'amministrazione e il comitato consultivo, appoggiati dagli organizzatori del Forum, sostennero la collocazione attuale e la Berlinale mantenne la programmazione estiva ancora per alcuni anni.

## Giuria internazionale
- Eleanor Perry, scrittrice e sceneggiatrice (Stati Uniti) - Presidente di giuria[13]
- Fritz Drobilitsch-Walden, scrittore, giornalista e critico (Austria)
- Francis Cosne, sceneggiatore e produttore (Francia)
- Rita Tushingham, attrice (Regno Unito)
- Tinto Brass, regista e sceneggiatore (Italia)
- Yukichi Shinada, critico cinematografico (Giappone)
- Julio Coll, regista e sceneggiatore (Spagna)
- Hans Hellmut Kirst, scrittore (Germania Ovest)
- Herbert Oberscherningkat, giornalista e produttore (Germania Ovest)

## Selezione ufficiale

### In concorso
- Anche i dottori ce l'hanno (The Hospital), regia di Arthur Hiller (Stati Uniti)
- Le Bar de la Fourche, regia di Alain Levent (Francia)
- La casa sin fronteras, regia di Pedro Olea (Spagna)
- Den forsvundne fuldmægtig, regia di Gert Fredholm (Danimarca)
- Detenuto in attesa di giudizio, regia di Nanni Loy (Italia)
- Una faccia di c... (Hammersmith Is Out), regia di Peter Ustinov (Stati Uniti)
- Flyaway, regia di Robin Lehman (Regno Unito)
- João en het mes, regia di George Sluizer (Brasile, Paesi Bassi)
- Le lacrime amare di Petra von Kant (Die bitteren Tränen der Petra von Kant), regia di Rainer Werner Fassbinder (Germania Ovest)
- Possession (The Possession of Joel Delaney), regia di Waris Hussein (Stati Uniti)
- Lo B'Yom V'Lo B'Layla, regia di Steven Hilliard Stern (Israele, Stati Uniti)
- Lukket avdeling, regia di Arnljot Berg (Norvegia)
- Man sku' være noget ved musikken, regia di Henning Carlsen (Danimarca)
- Da mußte die böse Frau die ganzen Mohrrüben selber fressen, regia di Thomas Keck (Germania Ovest)
- Olympia - Olympia, regia di Jochen Bauer (Germania Ovest)
- I racconti di Canterbury, regia di Pier Paolo Pasolini (Italia, Francia)
- Reshma Aur Shera, regia di Sunil Dutt (India)
- The Selfish Giant, regia di Peter Sander (Canada)
- Seokhwachon, regia di Jin-woo Jeong (Corea del Sud)
- Smekmånad, regia di Claes Lundberg (Svezia)
- La tardona (La vieille fille), regia di Jean-Pierre Blanc (Francia, Italia)
- Top of the Heap, regia di Christopher St. John (Stati Uniti)
- Tragovi crne devojke, regia di Zdravko Randić (Jugoslavia)
- Tri etide za Cathy i Miloša, regia di Jože Pogačnik (Jugoslavia)
- L'udienza, regia di Marco Ferreri (Italia, Francia)
- Weekend of a Champion, regia di Frank Simon (Regno Unito)
- Yakusoku, regia di Kōichi Saitō (Giappone)

### Forum internazionale del giovane cinema
- Al grito de este pueblo, regia di Humberto Ríos (Argentina)
- Blanche, un amore proibito (Blanche), regia di Walerian Borowczyk (Francia)
- Break and Enter - Rompiendo Puertas, prodotto dal collettivo The Newsreel (Stati Uniti)
- Les Camisards, regia di René Allio (Francia)
- Le chagrin e la pitié, regia di Marcel Ophüls (Svizzera, Germania Ovest)
- La Cicatrice intérieure, regia di Philippe Garrel (Francia)
- I corvi, regia di Ivo Barnabò Micheli (Italia)
- Coup pour coup, regia di Marin Karmitz (Francia, Germania Ovest)
- Los días del agua, regia di Manuel Octavio Gómez (Cuba)
- Dopo il mio ultimo trasloco (Nach meinem letzten Umzug...), regia di Hans-Jürgen Syberberg (Germania Ovest)
- Dyn Amo, regia di Stephen Dwoskin (Regno Unito)
- Emitaï, Dio del tuono (Emitaï), regia di Ousmane Sembène (Senegal)
- Family Life, regia di Ken Loach (Regno Unito)
- Gaav, regia di Dariush Mehrjui (Iran)
- Hunger in Waldenburg, regia di Phil Jutzi (Germania)
- Janie's Janie, regia di Geri Ashur (Stati Uniti)
- Der Kampf um 11%, regia di Michael Busse, Thomas Mitscherlich e Jürgen Peters (Germania Ovest)
- Lambaaye, regia di Mahama Johnson Traoré (Senegal)
- Letto e divano (Tret'ja Meščanskaja), regia di Abram Room (Unione Sovietica)
- Liebe Mutter, mir geht es gut, regia di Christian Ziewer (Germania Ovest)
- Le mépris n'aura qu'un temps, regia di Arthur Lamothe (Canada)
- La notte di San Juan (El coraje del pueblo), regia di Jorge Sanjinés (Italia, Bolivia)
- Ombre della notte (Nachtschatten), regia di Niklaus Schilling (Germania Ovest)
- Planas, testimonio de un etnocidio, regia di Marta Rodriguez e Jorge Silva (Colombia)
- Postchi, regia di Dariush Mehrjui (Iran)
- El pueblo se levanta, prodotto dal collettivo The Newsreel (Stati Uniti)[14][15]
- Quick Billy, regia di Bruce Baillie (Stati Uniti)
- Reed, México insurgente, regia di Paul Leduc (Messico)
- Reminiscences of a Journey to Lithuania, regia di Jonas Mekas (Regno Unito, Germania Ovest)
- Rosa und Lin, regia di Klaus Emmerich (Germania Ovest)
- San Michele aveva un gallo, regia di Paolo e Vittorio Taviani (Italia)
- São Bernardo, regia di Leon Hirszman (Brasile)
- Sfida a Silver City (Salt of the Earth), regia di Herbert J. Biberman (Stati Uniti)
- Sinfonia del Donbass/Entusiasmo (Entuziazm), regia di Dziga Vertov (Unione Sovietica)
- Les smattes, regia di Jean-Claude Labrecque (Canada)
- Soap Bubbles (Seifenblasen), regia di Slatan Dudow (Germania, Francia)
- La terra trema, regia di Luchino Visconti (Italia)
- Why Not: A Serenade of Eschatological Ecology, regia di Shūsaku Arakawa (Stati Uniti)
- Wilmington, prodotto dal collettivo The Newsreel (Stati Uniti)
- Winter Soldier, prodotto dal Winterfilm Collective[16] (Stati Uniti)
- Zorn's Lemma, regia di Hollis Frampton (Stati Uniti)

## Premi

### Premi della giuria internazionale
- Orso d'oro: I racconti di Canterbury di Pier Paolo Pasolini
- Orso d'argento, gran premio della giuria: Anche i dottori ce l'hanno di Arthur Hiller
- Orso d'argento per il miglior regista: Jean-Pierre Blanc per La tardona
- Orso d'argento per la migliore attrice: Elizabeth Taylor, per Una faccia di c... di Peter Ustinov
- Orso d'argento per il miglior attore: Alberto Sordi, per Detenuto in attesa di giudizio di Nanni Loy
- Orso d'argento per il miglior contributo artistico: Peter Ustinov, per la regia di Una faccia di c... e per l'originalità dei suoi lavori artistici
- Riconoscimento speciale (documentari): Olympia - Olympia di Jochen Bauer e Weekend of a Champion di Frank Simon
- Orso d'oro per il miglior cortometraggio: Flyaway di Robin Lehman
- Orso d'argento, premio della giuria (cortometraggi): ex aequo
The Selfish Giant di Peter Sander
Tri etide za Cathy i Milosa di Jože Pogačnik

### Premi delle giurie indipendenti
- Premio FIPRESCI: L'udienza di Marco Ferreri
Premio FIPRESCI (Forum): Family Life di Ken Loach
- Premio OCIC: Den forsvundne fuldmægtig di Gert Fredholm
Premio OCIC (Forum): La notte di San Juan di Jorge Sanjinés
Raccomandazioni: La tardona di Jean-Pierre Blanc e Anche i dottori ce l'hanno di Arthur Hiller
Raccomandazioni (Forum): Family Life di Ken Loach, Les Camisards di René Allio, El pueblo se levanta del collettivo The Newsreel, Emitaï, Dio del tuono di Ousmane Sembène, Gaav di Dariush Mehrjui, Los días del agua di Manuel Octavio Gómez
- Premio CIDALC: Lo B'Yom V'Lo B'Layla di Steven Hilliard Stern
Menzione d'onore: Philippe Noiret, per l'interpretazione in La tardona di Jean-Pierre Blanc
- Premio UNICRIT: Philippe Noiret e Annie Girardot per l'interpretazione in La tardona di Jean-Pierre Blanc
- Premio INTERFILM Otto Dibelius:[17] Lukket avdeling di Arnljot Berg
Premio INTERFILM Otto Dibelius (cortometraggi): Da mußte die böse Frau die ganzen Mohrrüben selber fressen di Thomas Keck
Premio INTERFILM (Forum): Les Camisards di René Allio, Postchi di Dariush Mehrjui
Grand Prix INTERFILM (Forum): Blanche, un amore proibito di Walerian Borowczyk
Raccomandazioni (Forum): Family Life di Ken Loach, Coup pour coup di Marin Karmitz, Liebe Mutter, mir geht es gut di Christian Ziewer, Rosa und Lin di Klaus Emmerich, San Michele aveva un gallo di Paolo e Vittorio Taviani, São Bernardo di Leon Hirszman, Winter Soldier del Winterfilm Collective
- Medaglia d'oro IWG: Steven Hilliard Stern, Abraham Raz e Gisa W. Slonim per la sceneggiatura di Lo B'Yom V'Lo B'Layla